# Guillaume Ier de Nevers
Pour les articles homonymes, voir Guillaume Ier.
Guillaume Ier de Nevers, mort le 20 juin 1098 ou en 1097 ou en 1100, selon les sources, comte de Nevers, d'Auxerre et, par mariage, de Tonnerre (1050/65-1099/1100), issu de la Maison de Nevers.

## Biographie
Guillaume de Nevers est le fils de Renaud Ier, comte de Nevers, et d'Alix de France, comtesse d'Auxerre.
À la mort de son père au combat de Sainte-Vertu (près de Noyers), il est capturé par son oncle, le duc de Bourgogne, vainqueur de la bataille, qui le conserve sous sa garde durant son enfance et son adolescence.
Pendant une vingtaine d'années, deux féodaux de Puisaye (les sires de Toucy et de Donzy), parviennent à se bâtir deux très puissantes baronnies dans l'ancien comté d'Auxerre, d'où émergeront ensuite les seigneuries de Toucy, Saint-Bris, Bazarnes, et Beaulche (à Chevannes), et de Donzy, Gien, La Ferté-Saint-Aubin (à elle seule, elle représente le tiers de tout le comté de Joigny), Châtel-Censoir.
En 1057, il finit par quitter le giron ruineux du duc de Bourgogne.
Il donne en 1052 à Dom Gérard, religieux bénédictin, les terres sur lesquelles celui-ci érigea le Prieuré Notre-Dame de La Charité-sur-Loire.
Il épouse, probablement vers 1055, Ermengarde de Tonnerre, qui deviendra l'héritière du comté de Tonnerre. Bien que réunissant les trois comtés de Nevers, d'Auxerre et de Tonnerre, soit vers 1050, soit vers 1065, il ne recouvre pas entièrement la maîtrise de ses domaines. Ils avaient été méthodiquement abandonnés aux entreprises des grands féodaux, dont ceux de Donzy et de Toucy s'adjugent à eux seuls l'essentiel du comté d'Auxerre et de ses marges : Donzy, Gien, Châtel-Censoir (en partie), La Ferté-Loupière (ce seul lieu à lui seul contrôlera un tiers du futur comté de Joigny) et une partie de Châtillon-sur-Loing pour les premiers ; Toucy, Beaulche (à Chevannes), Saint-Bris, Bazarnes et la vicomté d'Auxerre pour les seconds. En déplaçant alors à Saint-Vérain avant 1100 un lignage fidèle connu à l'Est de Nevers, et en lui confiant les terres allant de la Loire à Pesselières (Sougères), le comte Guillaume crée un coin territorial qui interdit au lignage de Donzy de relier ses domaines de Donzy et de Gien, au prix de l'installation d'un nouveau lignage aristocratique.
A défaut d'avoir restauré l'ordre ancien d'avant 1040, le comte Guillaume aura marqué un coup d'arrêt à l'ascension sans frein de la féodalité locale : passé 1096, les Donzy ne sont plus titrés comtes de Gien et ne battent plus monnaie.

## Famille
Guillaume de Nevers épouse Ermengarde de Tonnerre, fille de Renaud, comte de Tonnerre, dont :
- Rainard/Renaud II (1055 † 5 août 1089), associé à son père à la tête du comté de Nevers en 1079, ∞ (1) Ide Raymonde de Forez, fille d'Arnaud, ∞ (2) Agnès de Beaugency, fille de Lancelin[7],[8] ;
  - Guillaume II, trop jeune pour hériter du titre comtal[8] ;
- Guillaume († apr. 1100), associé à son père vers 1100 à la tête du comté de Tonnerre, sans postérité[8] ;
- Robert († 12 février 1095), comte et évêque d'Auxerre en 1076 ;
- Sybille († 1078), ∞ Hugues Ier, duc de Bourgogne ;
- Ermengarde, ∞ Hubert de Beaumont-au-Maine, vicomte du Maine seigneur de Beaumont et Sainte-Suzanne ;
- Helvise, ∞ Guillaume, comte d'Évreux.